# Alina Orlova
Alina Orlova, właściwie Alina Orlovskaja; ur. 28 czerwca 1988 w Wisagini, Litewska SRR) – litewska kompozytorka, wokalistka oraz autorka tekstów.

## Życiorys
Pochodzi z rodziny polsko-rosyjskiej – jej ojcem jest Polak urodzony na Litwie, a matką Rosjanka urodzona w Woroneżu. Jej rodzice poznali się w Kazachstanie, gdy byli dziećmi, a ich rodzice zostali zesłani; mieszkali po sąsiedzku. Stamtąd wyjechali do Litwy, do Wisaginii, gdzie ukończyli szkołę.
Jej sława rozpoczęła się wraz z otrzymaniem nagrody „A.LT” za alternatywną muzykę w jej ojczyźnie Litwie. Jej piosenka Nesvarbu została okrzyknięta najlepszym debiutem roku w magazynie Pravda. 
W 2008 zadebiutowała albumem Laukinis šuo dingo (tłum. Dziki pies dingo; nazwa wzięta z nazwy książki Dziki pies dingo rosyjskiego pisarza Fraermana Ruwima dla dzieci o młodocianej miłości). Od tej pory występuje regularnie na terenie Europy (Litwa, Rosja, Francja, Anglia, Francja etc.)
W 2010 wydała drugi album Mutabor.
W 2013 wydano jej pierwszy zapis koncertowy LRT Opus Live, zarejestrowany 10 kwietnia 2013 w studiu litewskiego kanału telewizyjnego LRT.
Muzyka, jaką tworzy jest najczęściej określana mianem alternatywnego folku. Tworzy i śpiewa w trzech językach: litewskim, angielskim i rosyjskim. Głównie komponuje i pisze własne piosenki, chociaż w jej twórczości pojawiają się również covery znanych piosenek, np. To ostatnia niedziela.

## Dyskografia
- 2005: Belekokie
- 2008: Laukinis šuo dingo
- 2010: Mutabor
- 2013: LRT Opus Live
- 2015: 88
- 2020: Daybreak